# Plantation (Floride)
Pour les articles homonymes, voir Plantation (homonymie).
Plantation est une ville du comté de Broward, en Floride, aux États-Unis, dont la population est estimée à 94 288 habitants en 2018.
La ville doit son nom à l'ancien copropriétaire des lieux qui était la Everglades Plantation Company ainsi que de ses tentatives d'établir une plantation de riz dans la région. Elle fait partie de l'aire métropolitaine de Miami.

## Démographie
| Groupe            | Plantation | Floride | États-Unis |
| ----------------- | ---------- | ------- | ---------- |
| Blancs            | 69,9       | 75,0    | 72,4       |
| Afro-Américains   | 20,3       | 16,0    | 12,6       |
| Asiatiques        | 3,9        | 2,4     | 4,8        |
| Métis             | 2,9        | 2,5     | 2,9        |
| Autres            | 2,8        | 3,6     | 6,4        |
| Amérindiens       | 0,2        | 0,4     | 0,9        |
| Total             | 100        | 100     | 100        |
|                   |            |         |            |
| Latino-Américains | 20,5       | 22,5    | 17,37      |

Selon l'American Community Survey, pour la période 2011-2015, 67,94 % de la population âgée de plus de 5 ans déclare parler l'anglais à la maison, 19,19 % déclare parler l'espagnol, 4,0 % le créole français, 2,07 % l'hébreu, 1,26 le français, 0,77 % le portugais, 0,64 % une langue chinoise, 0,54 % vietnamien et 3,60 % une autre langue.
Le revenu par habitant était en moyenne de 35 945 dollars par an entre 2012 et 2016, au-dessus de la moyenne de la Floride (27 598 dollars) et de la moyenne nationale (29 829 dollars). Sur cette même période, 9,5 % des habitants de Plantation vivaient sous le seuil de pauvreté (contre 14,7 % dans l'État et 12,7 % à l'échelle des États-Unis).
| 1960  | 1970   | 1980   | 1990   | 2000   | 2010   |
| ----- | ------ | ------ | ------ | ------ | ------ |
| 4 772 | 23 523 | 48 653 | 66 692 | 82 934 | 89 874 |

## Personnalité liée à la commune
- XXXTentacion (1998-2018), rappeur américain.